# Medal „10 lat Niepodległości Republiki Kazachstanu”
Medal „10 lat Niepodległości Republiki Kazachstanu” (kaz. Қазақстан Республикасының тәуелсіздігіне 10 жыл) – odznaczenie państwowe Republiki Kazachstanu. Medal został ustanowiony Dekretem Prezydenta Republiki Kazachstanu z dnia 27 sierpnia 2001 nr 675.

## Statut
Medal „10 lat Niepodległości Republiki Kazachstanu” nadawany jest obywatelom Republiki Kazachstanu i obcokrajowcom, którzy wnieśli znaczący wkład w kształtowanie państwowości, wzmocnienie suwerenności i rozwój społeczno-gospodarczy Republiki Kazachstanu.

## Opis
Medal „10 lat Niepodległości Republiki Kazachstanu” ma kształt koła o średnicy 34 mm i jest wykonany z tombaku.
Na awersie medalu, na tle stylizowanej liczby 10, w której liczba 0 ma kształt słońca, widnieje fragment głowy Pomnika Niepodległości Republiki Kazachstanu w mieście Ałmaty (sakijski złoty człowiek stojący na barce). W górnej części medalu znajduje się łukowaty napis Қазақстан.
Na rewersie medalu w górnej części znajduje się napis po kazachsku Қазақстан Республикасының тәуелсіздігіне 10 жыл, na dole po rosyjsku 10 лет независимости Республики Казахстан („10 lat Niepodległości Republiki Kazachstanu”). Napisy oddzielone są od siebie elementem kazachskiej ornamentyki ludowej.
Medal połączony jest z sześciokątną zawieszką za pomocą oczka i pierścienia. Wysokość zawieszki wynosi 50 mm, szerokość 34 mm. Z tyłu znajduje się agrafka umożliwiająca przypięcie odznaczenia do ubrania. Zawieszka pokryta jest wstążką w głównym kolorze niebieskim z flagi Kazachstanu, pośrodku znajdują się trzy złote i dwa czerwone naprzemienne paski.
Medal jest wybijany w Mennicy Kazachstanu w Ust-Kamienogorsku.